# Yaminahuas
Los yaminahuas o yaminawas son un pueblo indígena que se distribuye entre la Amazonía de Bolivia, Brasil y Perú, en la cuenca del río Acre y del Iaco y, además, en Brasil habitan las riveras de los ríos Chandless y Yurúa, mientras que en Perú habitan las riveras de los ríos Purús, Curanja, Piedras, Mapuya, Huacapishtea, Tahuamanu, Cashpajali y Sepahua. Hablan el idioma yaminawa que forma parte de la familia lingüística pano.

## Historia
La información sobre los yaminahua se remonta a mediados del siglo XIX, antes de esto se desconocía la existencia de este grupo étnico. Pero se cree que el contacto con europeos que tuvieron las etnias del río Ucayali afectó indirectamente el modo de vida de los yaminahua con la dispersión de virus y epidemias, además del intercambio interétnico de herramientas de metal.
Los primeros contactos directos con los yaminahua se realizan en el marco de la fiebre del caucho, éste contacto fue regular y violento, supuso el rapto de los pobladores para su esclavización. El efecto de este contacto inicial fue una drástica caída demográfica.
Con el fin de la fiebre del caucho los yaminahuas realizaron asaltos a poblaciones mestizas, esta situación se mantuvo por poco tiempo hasta la nueva oleada colonizadora para la recolección de maderas finas. En 1968 un grupo de más de cien yaminahuas se instaló en un siringal.
Para la década del 70, la presión ejercida por los empresarios madereros impulsó a los yaminahua a emigrar a zonas de dominio de la etnia amahuaca, lo que condujo a una respuesta violenta y conflictos entre ambos grupos étnicos. Ésta presión se acentuó con la exploración y posterior explotación petrolera en la zona. Los informes oficiales de la Fundação Nacional do Índio (Funai) en Acre (Brasil) en 1975, describen una situación de explotación económica, desorganización y alcoholismo en los grupos contactados. Sin embargo, varios grupos migraron y se establecieron río arriba en el área de Mamoadate y otros se mantuvieron por el río Acre.
Un grupo relacionado con los yaminahuas, que ha vivido en el interior de la selva, hizo contacto el 29 de junio de 2014 con los asháninca de la aldea Simpatía en el alto río Envira, en Acre (Brasil), muy cerca de la frontera con el Perú. Estaban presentes funcionarios de la Funai. Con la ayuda de un intérprete yaminahua, integrantes del grupo contaron que su gente ha sufrido ataques de forasteros, quienes han matado a muchos de los suyos y quemado sus viviendas y que se ven obligados a ocultar su localización para evitar choques con otros indígenas que viven en la selva. Según el intérprete, el grupo se autoidentificó como sapanahua y se estima que los ataques contra ellos han sido realizados por madereros o narcotraficantes del lado peruano de la frontera.
La población que se autoreconoció como yaminawa en el censo boliviano de 2001 fue de 41 personas. Este número aumentó a 259 en el censo de 2012.